# María Bertely Busquets
María Bertely Busquets (Ciudad de México, 23 de abril de 1955 - Ciudad de México, 17 de febrero de 2019) fue una investigadora y docente mexicana, especializada en Antropología e Historia de la Educación. Integrante de la Academia Mexicana de Ciencias.

## Formación
Fue doctora en Educación por la Universidad Autónoma de Aguascalientes, México. Profesora-investigadora en el Centro de Investigaciones y Estudios Superiores en Antropología Social, Unidad México DF.
Estudió en el Colegio Hispano Americano (1970-1974) en donde obtuvo el grado de Profesora en Educación Preescolar, egresó de la licenciatura de Sociología de la Universidad Nacional Autónoma de México, realizó la maestría en Ciencias con Especialidad en Educación por el Departamento de Investigaciones Educativas, del Cinvestav, y obtuvo el grado de doctora en Educación por el Doctorado Interinstitucional en Educación de la Universidad Autónoma de Aguascalientes.
Llegó al nivel II del Sistema Nacional de Investigadores.

## Pensamiento pedagógico
Desde que María Bertely se incorporó al ejercicio profesional, mantuvo una postura crítica ante las normas y prácticas institucionales.
Ella pensaba que dentro de las aulas había muchos maestros que luchaban contra el dogmatismo, el tradicionalismo, la mediocridad e incluso contra las políticas oficiales.

## Trayectoria
Entre sus temas de especialización se encuentra: etnografía educativa, aprendizaje sociocultural, escolarización y etnicidad urbana, políticas públicas y educación intercultural, derechos indígenas y ciudadanías.
Realizó trabajos con profesores de origen tseltales, choles y tsotsiles de Chiapas, miembros de la Unión de Maestros de la Nueva Educación de México (UNEM) y educadores independientes.
Coordinó la Red de Educación Inductiva Intercultural (REDIIN).

### Proyectos
- 2002. "CONOCIENDO NUESTRAS ESCUELAS: Un acercamiento etnográfico a la cultura escolar". PAIDOS IBERICA México,(2000)[7]
- 2008. Educando en la diversidad cultural. Investigaciones y experiencias educativas interculturales y bilingües. Colombia: Ediciones Abya- Yala, México: CIESAS, Perú: Instituto de Investigaciones de la Amazonia Peruana.[8]
- 2009-2012. Instalación del Laboratorio Lengua y Cultura Víctor Franco. Diseño de materiales educativos interculturales y bilingües Regiones: Chiapas, Oaxaca, Puebla y Michoacán. En el Fondo Institucional de Fomento Regional para el Desarrollo Científico, Tecnológico y de Innovación[9] (Fordecyt/Conacyt) – CIESAS.
- 2003-2008. Educación Ciudadana intercultural para los pueblos indígenas de América Latina en contextos de pobreza. Universidad de la Frontera, Chile; Universidad de las Regiones Autónomas de la Costa Caribe Nicaragüense; Universidad Mayor de San Simón, Bolivia; y CIESAS, México.
- 2007. Conflicto intercultural, educación y democracia activa en México. Ciudadanía y derechos indígenas en el movimiento pedagógico intercultural bilingüe en Los Altos, la Región Norte y la Selva Lacandona de Chiapas. México: CIESAS; Perú: Fondo Editorial de la Pontificia Universidad Católica del Perú; Cochabamba, Bolivia: Red Internacional de Estudios Interculturales (RIDEI); Fundación Ford.
- 2013-2014. Fortalecimiento del Programa de Educación Inicial del Consejo Nacional de Fomento Educativo (CONAFE). Regiones: Chiapas, Oaxaca, Hidalgo, Coahuila y Yucatán.
- 2016. Políticas neoliberales y afectaciones territoriales en México. Algunos “para qués” de “otras” educaciones. Liminar: Estudios Sociales y Humanísticos, 14(1), 30–46.
- 2017. Análisis y propuestas para el fortalecimiento del Programa de Educación Inicial del CONAFE, una mirada antropológica, México: SEP, CONAFE, UNICEF.
- 2017-2019.Milpas Educativas. Fue un proyecto de investigación desarrollado en 48 comunidades indígenas diferentes dentro de Chiapas, Puebla, Michoacán y Oaxaca, el cual pretendía exponer como el seguimiento de lineamientos internacionales va dejando de lado comunidades y, además, va transformando la percepción hacia ellos, es decir, los consideramos de poco valor y retrasados generando así crisis migratorias, de desesperanza y pobreza.[10] También menciona la desprotección en la que se deja a los campesinos permitiendo el despojo de sus tierras al no reconocer su valor del trabajo que hacen los niños en la tierra para el logro de aprendizajes significativos y la relevancia para el buen vivir individual y comunitario.Por tal razón se propone que las comunidades indígenas tomen el control de su educación así como el mejoramiento de la calidad de vida, recuperando sus suelos y bosques, favoreciendo la relación entre saber hacer, educación y conciencia ecológica.[11]

## Reconocimientos
- 2017   Premio Rodolfo Stavenhagen al Mérito Educativo, Universidad Federal de Goiania (UFG), Red FEIAL, Brasil.
- 2015   Premio al Mérito Ecológico, Secretaría del Medio Ambiente y Ecología (SEMARNAT), México.[12]
- 2008   Selección del libro: Bertely, María (Coord.) Los hombres y las mujeres de maíz. Democracia y derecho indígena para el mundo (lenguas tsotsil, tseltal y ch’ol), para el Programa Nacional de Lectura- Bibliotecas Escolares y de Aula 2008-2009, primer grado de Secundaria, CONALITEG-SEP, Serie de Urania, CIESAS.[13]